# Ovalentaria
Ovalentaria  (лат.) — клада лучеперых рыб, рассматриваемая как подсерия в серии Percomorpha. В состав подсерии включили группу семейств рыб, которые упоминаются в пятом издании книги «Fishes of the World» как incertae sedis, а также отряды Mugiliformes, Cichliformes и Blenniiformes. Первоначально систематика предложена W. L. Smith и T. J. Near в 2012 году на основании молекулярно-филогенетических исследований. Также авторы предположили, что группа была выделена из-за наличия у представителей клады (например, семейства Blenniidae, Gobiesocidae, Opistognathidae, Grammatidae, Plesiopidae) демерсальных икринок, которые прикрепляются к субстрату с помощью выростов на оболочке. Однако некоторые представители являются живородящими (например, Embiotocidae, Zenarchopteridae, многие Cyprinodontiformes и некоторые Labrisomidae). Вторично-пелагическая икра у Exocoetidae и некоторых Belonidae имеет выросты на оболочке. Данный признак не может рассматриваться как единственный, поскольку у Mugiliformes, включённых в кладу, нет выростов на оболочке икринок, а у Kurtiformes и некоторых Gobiiformes (не включены в подсерию) такие выросты имеются.

## Классификация
Согласно 5-му изданию Fishes of the World в состав подсерии Ovalentaria включают:
- Семейства incertae sedis
  - Семейство Ambassidae — Стеклянные окуни
  - Семейство Embiotocidae — Живородковые
  - Семейство Grammatidae — Грамматовые
  - Семейство Plesiopidae — Плезиопсовые
  - Семейство Polycentridae — Многоколючниковые
  - Семейство Pomacentridae — Помацентровые
  - Семейство Pseudochromidae — Псевдохромовые
  - Семейство Opistognathidae — Опистогнатовые
- Отряд Mugiliformes — Кефалеобразные
  - Семейство Mugilidae — Кефалевые
- Отряд Cichliformes — Цихлообразные
  - Семейство Cichlidae — Цихловые
  - Семейство Pholidichthyidae — Фолидихтиевые (монотипическое)
- Отряд Blenniiformes — Собачкообразные
  - Семейство Tripterygiidae — Троепёрые
  - Семейство Dactyloscopidae — Американские звездочётовые
  - Семейство Blenniidae — Собачковые
  - Семейство Clinidae
  - Семейство Labrisomidae — Лабрисомовые
  - Семейство Chaenopsidae — Хенопсиевые, или эмблемариевые
- Отряд Gobiesociformes — Присоскообразные
  - Семейство Gobiesocidae — Присосковые
- Инфрасерия Atherinomorpha
  - Отряд Atheriniformes — Атеринообразные
    - Подотряд Atherinopsoidei
      - Семейство Atherinopsidae — Атеринопсовые
      - Семейство Notocheiridae

    - Подотряд Atherinoidei
      - Семейство Isonidae
      - Семейство Melanotaeniidae
      - Семейство Atherionidae
      - Семейство Dentatherinidae
      - Семейство Phallostethidae
      - Семейство Atherinidae — Атериновые

  - Отряд Beloniformes — Сарганообразные
    - Подотряд Adrianichthyoidei
      - Семейство Adrianichthyidae — Адрианихтиевые

    - Подотряд Exocoetoidei
      - Надсемейство Exocoetoidea
        - Семейство Exocoetidae — Летучие рыбы
        - Семейство Hemiramphidae — Полурыловые
        - Семейство Zenarchopteridae — Зенархоптеровые

      - Надсемейство Scomberesocoidea
        - Семейство Belonidae — Саргановые
        - Семейство Scomberesocidae — Макрелещуковые

  - Отряд Cyprinodontiformes — Карпозубообразные
    - Подотряд Aplocheiloidei
      - Семейство Aplocheilidae — Аплохейловые
      - Семейство Nothobranchiidae — Нотобранхиевые
      - Семейство Rivulidae

    - Подотряд Cyprinodontoidei
      - Надсемейство Funduloidea
        - Семейство Profundulidae
        - Семейство Goodeidae
        - Семейство Fundulidae — Фундуловые

      - Надсемейство Valencioidea
        - Семейство Valenciidae — Валенсиевые

      - Надсемейство Cyprinodontoidea
        - Семейство Cyprinodontidae — Карпозубовые

      - Надсемейство Poecilioidea
        - Семейство Anablepidae
        - Семейство Poeciliidae — Пецилиевые, или гамбузиевые